# Lanaken
Lanaken (Limburgs: Laoneke) is een plaats en een gemeente in de provincie Limburg in België. De gemeente telt ruim 26.000 inwoners en behoort tot het kieskanton en het gerechtelijk kanton Maasmechelen. Lanaken omvat de woonkernen Kesselt, Gellik, Smeermaas, Neerharen, Veldwezelt, Lanaken, Rekem, het Gellikse gehucht Briegden, het Neerharense gehucht Herbricht en de Rekemse dorpskern Oud-Rekem.

## Etymologie
Lanaken werd in 810 vermeld als Ludinaca en in 1106 als Lodenaken. Hierin is haka (zandplaat) aanwezig, verbonden met de persoonsnaam Hlodo of Ludo.

## Geschiedenis
Archeologische vondsten op het grondgebied van Lanaken zijn bekend van het neolithicum, van de Romeinse en van de Merovingische periode. Er bevonden zich diverse Gallo-Romeinse begraafplaatsen en in Smeermaas lag de Gallo-Romeinse villa van Smeermaas.
In de middeleeuwen behoorde het domein van Lanaken vermoedelijk aan de keizer van het Heilige Roomse Rijk. In 2017 werden de resten van een Karolingisch fort ontdekt.  Van de 12e eeuw af maakte Lanaken deel uit van de Loonse heerlijkheid Pietersheim, waarvan de heren omstreeks 1186 de Abdij van Hocht stichtten. In 1106 werd het patronaatsrecht van de parochiekerk aan het Maastrichtse kapittel van Sint-Servaas geschonken.
In 1808 werd de huidige deelgemeente gevormd, waarbij Lanaken werd samengevoegd met Smeermaas, Hocht, Pietersem, Ca(u)berg, Bessemer en Briegden. In 1839 werd de gemeente gesplitst in een Belgisch en een Nederlands deel (Caberg). Caberg werd daarna een zelfstandige parochie. Smeermaas kreeg in 1870 een eigen kerk. Bessemer ging later voor een groot deel naar de gemeente Zutendaal.
Van 1824-1829 werd de Zuid-Willemsvaart aangelegd, en van 1930-1934 het kanaal Briegden-Neerharen. Deze kanalen doorsneden het grondgebied van Lanaken. In 1856 volgde de spoorlijn Hasselt-Maastricht, die in 1954 voor het personenvervoer werd gesloten.
Op 4 oktober 1914 werd het centrum van Lanaken door de Duitsers in brand gestoken, deels als vergelding voor het verzet van een Belgische vrijwilligersgroep onder leiding van burgemeester Edgard de Caritat de Peruzzis. De kastelen van de Caritat de Peruzzis en Alicebourg werden toen opgeblazen.
Op 10 mei 1940 bombardeerden Duitse vliegtuigen de kazerne de Caritat de Peruzzis waarbij kapitein-commandant Henri Giddelo en vijf andere militairen omkwamen.
Om onderzoek mogelijk te maken en de beroepsziekten, vooral stoflong, van de mijnwerkers van het Kempens steenkoolbekken te bestrijden richtten de Limburgse mijnen in 1957 het Sint-Barbaraziekenhuis op in Lanaken.
Op 1 januari 1977 fuseerde Lanaken met de omliggende gemeenten Gellik, Neerharen, Rekem en Veldwezelt tot de huidige fusiegemeente Lanaken.

## Kernen

### Deelgemeenten
|   | Naam       | Opp. (km²) | Inwoners (2020) | Inwoners per km² | NIS-code |
| - | ---------- | ---------- | --------------- | ---------------- | -------- |
| 1 | Lanaken    | 22,73      | 13.210          | 581              | 73042A   |
| 2 | Rekem      | 15,68      | 4.492           | 286              | 73042B   |
| 3 | Neerharen  | 3,47       | 1.673           | 483              | 73042C   |
| 4 | Veldwezelt | 8,00       | 3.846           | 480              | 73042D   |
| 5 | Gellik     | 9,08       | 2.657           | 293              | 73042E   |

### Nabijgelegen kernen
Kesselt, Smeermaas, Zutendaal

## Demografie

### Demografische ontwikkeling voor de fusie
- Bronnen:NIS 1831 t/m 1970=volkstellingen; 1976 = inwonertal per 31 december

### Demografische ontwikkeling van de fusiegemeente
Alle historische gegevens hebben betrekking op de huidige gemeente, inclusief deelgemeenten, zoals ontstaan na de fusie van 1 januari 1977.
- Bronnen:NIS, Opm:1831 tot en met 1981=volkstellingen; 1990 en later= inwonertal op 1 januari

| Inwoners van jaar tot jaar op 1 januari 1992 tot heden | Inwoners van jaar tot jaar op 1 januari 1992 tot heden | Inwoners van jaar tot jaar op 1 januari 1992 tot heden |
| jaar                                                   | Aantal                                                 | Evolutie 1992=100                                      |
| ------------------------------------------------------ | ------------------------------------------------------ | ------------------------------------------------------ |
| 1992                                                   | 22.424                                                 | 100,0                                                  |
| 1993                                                   | 22.582                                                 | 100,7                                                  |
| 1994                                                   | 22.763                                                 | 101,5                                                  |
| 1995                                                   | 22.847                                                 | 101,9                                                  |
| 1996                                                   | 22.990                                                 | 102,5                                                  |
| 1997                                                   | 23.246                                                 | 103,7                                                  |
| 1998                                                   | 23.286                                                 | 103,8                                                  |
| 1999                                                   | 23.508                                                 | 104,8                                                  |
| 2000                                                   | 23.500                                                 | 104,8                                                  |
| 2001                                                   | 23.745                                                 | 105,9                                                  |
| 2002                                                   | 24.033                                                 | 107,2                                                  |
| 2003                                                   | 24.282                                                 | 108,3                                                  |
| 2004                                                   | 24.418                                                 | 108,9                                                  |
| 2005                                                   | 24.451                                                 | 109,0                                                  |
| 2006                                                   | 24.485                                                 | 109,2                                                  |
| 2007                                                   | 24.724                                                 | 110,3                                                  |
| 2008                                                   | 24.931                                                 | 111,2                                                  |
| 2009                                                   | 25.095                                                 | 111,9                                                  |
| 2010                                                   | 25.341                                                 | 113,0                                                  |
| 2011                                                   | 25.492                                                 | 113,7                                                  |
| 2012                                                   | 25.599                                                 | 114,2                                                  |
| 2013                                                   | 25.678                                                 | 114,5                                                  |
| 2014                                                   | 25.783                                                 | 115,0                                                  |
| 2015                                                   | 25.731                                                 | 114,7                                                  |
| 2016                                                   | 25.793                                                 | 115,0                                                  |
| 2017                                                   | 25.800                                                 | 115,1                                                  |
| 2018                                                   | 25.818                                                 | 115,1                                                  |
| 2019                                                   | 25.841                                                 | 115,2                                                  |
| 2020                                                   | 25.884                                                 | 115,4                                                  |
| 2021                                                   | 25.922                                                 | 115,6                                                  |
| 2022                                                   | 26.172                                                 | 116,7                                                  |
| 2023                                                   | 26.270                                                 | 117,2                                                  |
| 2024                                                   | 26.366                                                 | 117,6                                                  |
| 2025                                                   | 26.457                                                 | 118,0                                                  |

## Politiek

### Structuur
De gemeente Lanaken ligt in het kieskanton Maasmechelen en het provinciedistrict Maasmechelen, het kiesarrondissement Hasselt-Tongeren-Maaseik (identiek aan de kieskring Limburg).
| Lanaken          | Lanaken          | Supranationaal         | Nationaal                         | Nationaal          | Gemeenschap       | Gewest            | Provincie         | Arrondissement           | Provinciedistrict | Kanton          | Gemeente        |
| ---------------- | ---------------- | ---------------------- | --------------------------------- | ------------------ | ----------------- | ----------------- | ----------------- | ------------------------ | ----------------- | --------------- | --------------- |
| Administratief   | Niveau           | Europese Unie          | België                            | België             | Vlaanderen        | Vlaanderen        | Limburg           | Tongeren                 | Tongeren          | Tongeren        | Lanaken         |
| Administratief   | Bestuur          | Europese Commissie     | Belgische regering                | Belgische regering | Vlaamse regering  | Vlaamse regering  | Deputatie         | Deputatie                | Deputatie         | Deputatie       | Gemeentebestuur |
| Administratief   | Raad             | Europees Parlement     | Kamer van volksvertegenwoordigers | Vlaams Parlement   | Vlaams Parlement  | Vlaams Parlement  | Provincieraad     | Provincieraad            | Provincieraad     | Provincieraad   | Gemeenteraad    |
| Kiesomschrijving | Kiesomschrijving | Nederlands Kiescollege | Kieskring Limburg                 | Kieskring Limburg  | Kieskring Limburg | Kieskring Limburg | Kieskring Limburg | Hasselt-Tongeren-Maaseik | Maasmechelen      | Maasmechelen    | Lanaken         |
| Verkiezing       | Verkiezing       | Europese               | Federale                          | Federale           | Vlaamse           | Vlaamse           | Provincieraads-   | Provincieraads-          | Provincieraads-   | Provincieraads- | Gemeenteraads-  |

#### (Voormalige) burgemeesters
| Tijdspanne | Tijdspanne   | Burgemeester                   |
| ---------- | ------------ | ------------------------------ |
|            | 1908 - 1914  | Edgard de Caritat de Peruzzis  |
|            | ...          |                                |
|            | 1952 - 1972  | Xavier de Merode               |
|            | ...          |                                |
|            | 1987 - 1995  | Alex Vangronsveld (CVP)        |
|            | 1995 - 2000  | Guido Willen (Open Vld)        |
|            | 2001 - 2006  | Alex Vangronsveld (CVP / CD&V) |
|            | 2007 - 2011  | Guido Willen                   |
|            | 2011 - heden | Marino Keulen (Open Vld)       |

#### Legislatuur 2024 - 2030
Burgemeester is Marino Keulen (Team Burgemeester). Hij leidt een coalitie bestaande uit het liberale Team Burgemeester en het socialistische Vooruit. Samen vormen ze de meerderheid met 16 op 29 zetels.

#### Resultaten gemeenteraadsverkiezingen sinds 1976
| Partij of kartel     | Partij of kartel                                       | 10-10-1976 | 10-10-1976 | 10-10-1982 | 10-10-1982 | 9-10-1988 | 9-10-1988 | 9-10-1994 | 9-10-1994 | 8-10-2000 | 8-10-2000 | 8-10-2006 | 8-10-2006 | 14-10-2012 | 14-10-2012 | 14-10-2018 | 14-10-2018 | 13-10-2024 | 13-10-2024 |
| Stemmen / Zetels     | Stemmen / Zetels                                       | %          | 25         | %          | 27         | %         | 27        | %         | 27        | %         | 27        | %         | 27        | %          | 29         | %          | 29         | %          | 29         |
| -------------------- | ------------------------------------------------------ | ---------- | ---------- | ---------- | ---------- | --------- | --------- | --------- | --------- | --------- | --------- | --------- | --------- | ---------- | ---------- | ---------- | ---------- | ---------- | ---------- |
|                      | CVP1/ CD&V+N-VAA/ CD&V2/ cd&vplus3                     | 50,81      | 14         | 52,981     | 17         | 56,851    | 17        | 41,771    | 12        | 37,491    | 11        | 29,18A    | 9         | 23,542     | 7          | 22,52      | 7          | 22,03      | 7          |
|                      | CD&V+N-VAA/ N-VA1                                      | -          |            | -          |            | -         |           | -         |           | -         |           | 29,18A    | 9         | 15,831     | 4          | 12,21      | 3          | 11,01      | 3          |
|                      | PVV1/ VLD2/ VLD-VIVANT3/ Open Vld4/ Team Burgemeester5 | 12,411     | 2          | 8,671      | 1          | 12,21     | 3         | 31,092    | 9         | 37,952    | 11        | 39,633    | 13        | 42,334     | 14         | 39,24      | 13         | 44,65      | 15         |
|                      | SP1/ INZET2/ sp.a3/ sp.a-GroenB/ Vooruit-GroenC        | 11,031     | 2          | 12,081     | 3          | 14,921    | 3         | 24,052    | 6         | 15,482    | 4         | 9,693     | 2         | 11,35B     | 3          | 15,1B      | 4          | 10,9C      | 1          |
|                      | Verdi&Groen!1/ sp.a-GroenB/ Vooruit-GroenC             | -          |            | -          |            | -         |           | -         |           | -         |           | 3,571     | 0         | 11,35B     | 3          | 15,1B      | 4          | 10,9C      | 1          |
|                      | Vlaams Blok1 / Vlaams Belang2                          | -          |            | -          |            | -         |           | 3,11      | 0         | 7,551     | 1         | 12,732    | 3         | 6,952      | 1          | 11,02      | 2          | 10,02      | 2          |
|                      | CFP                                                    | 25,76      | 7          | 21,66      | 6          | 16,03     | 4         | -         |           | -         |           | -         |           | -          |            | -          |            | -          |            |
|                      | Anderen (*)                                            | -          |            | 4,62       | 0          | -         |           | -         |           | 1,52      | 0         | 5,20      | 0         | -          |            | -          |            | 1,6        | 0          |
| Totaal stemmen       | Totaal stemmen                                         | 11563      | 11563      | 12761      | 12761      | 13875     | 13875     | 13956     | 13956     | 14855     | 14855     | 16105     | 16105     | 15574      | 15574      | 15437      | 15437      | 10283      | 10283      |
| Opkomst %            | Opkomst %                                              |            |            |            |            | 96,4      | 96,4      | 95,62     | 95,62     | 94,77     | 94,77     | 95,49     | 95,49     | 92,74      | 92,74      | 92,5       | 92,5       | 63,4       | 63,4       |
| Blanco en ongeldig % | Blanco en ongeldig %                                   | 2,62       | 2,62       | 3,97       | 3,97       | 4,24      | 4,24      | 3,7       | 3,7       | 3,17      | 3,17      | 3,05      | 3,05      | 2,37       | 2,37       | 3,3        | 3,3        | 0,6        | 0,6        |

De rode cijfers naast de gegevens duiden aan onder welke naam de partijen bij elke verkiezing opkwamen.
De zetels van de gevormde coalitie staan vetjes afgedrukt. De grootste partij staat in kleur.

(*) 1982: JONG / 2000: VIVANT / 2006: Onbegrensd Lanaken / 2024: PDG

## Bezienswaardigheden

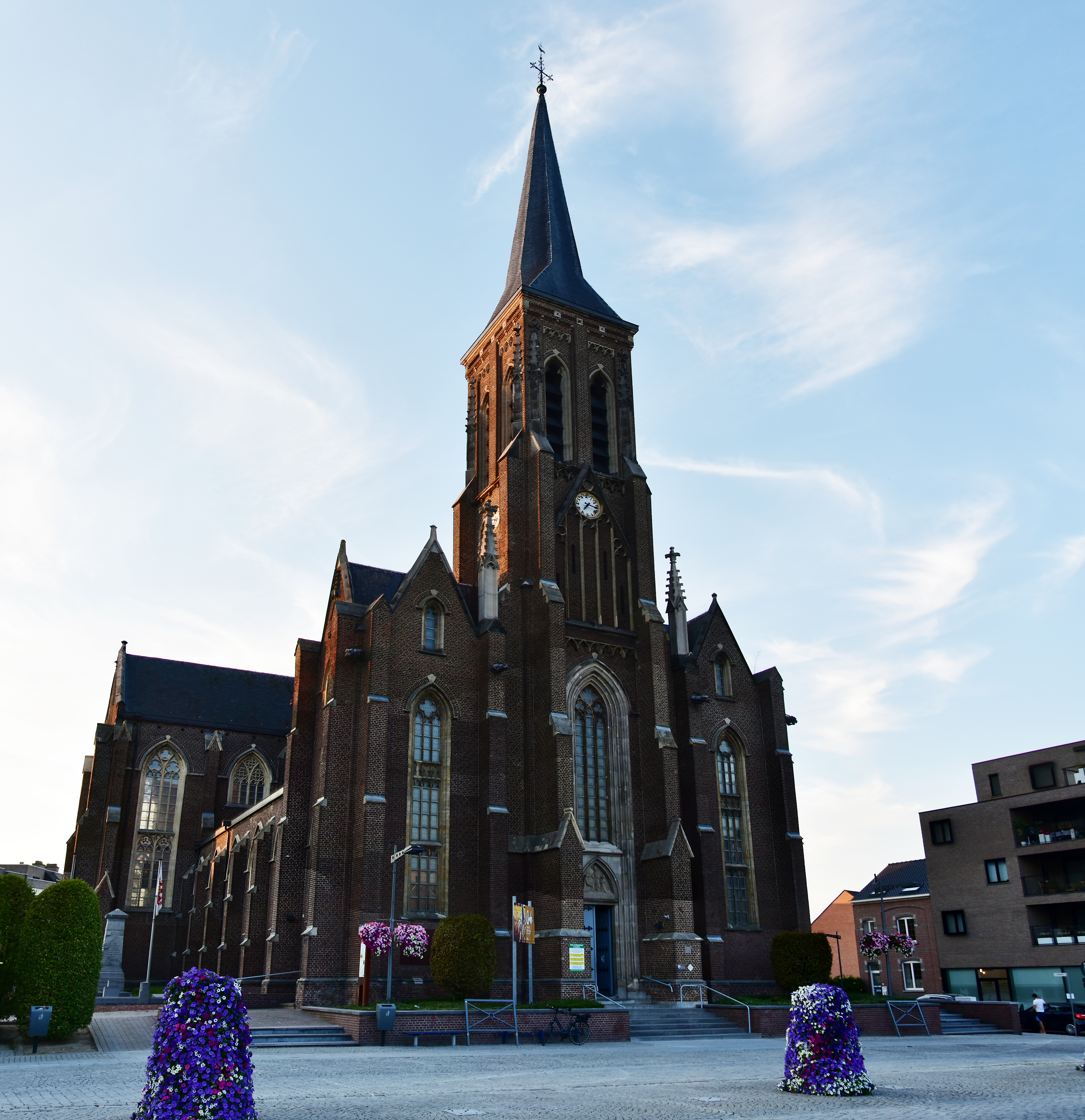
De Sint-Ursulakerk

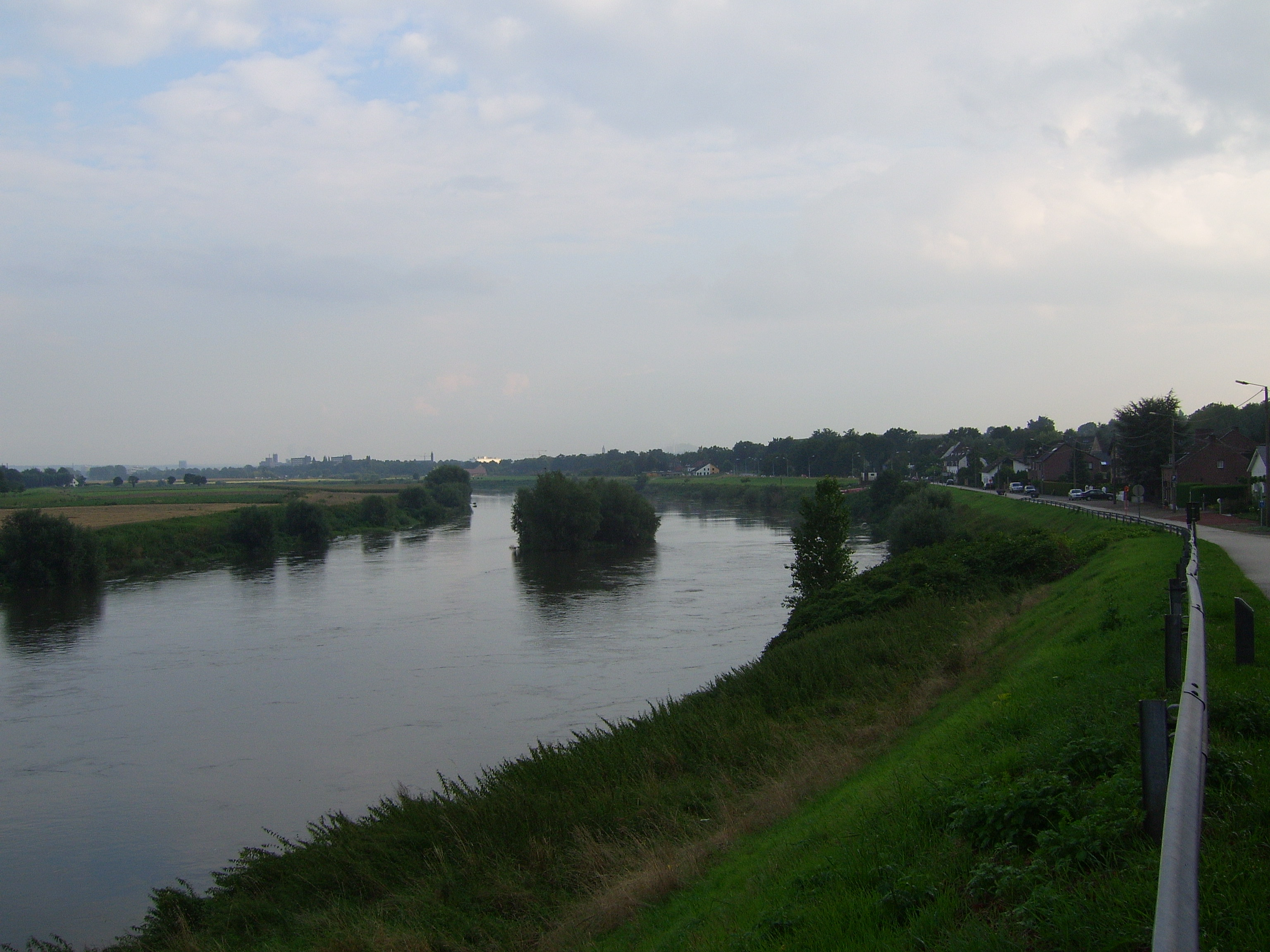
Gezicht op de Maas en Maastricht vanuit Smeermaas

- Het Kasteel Pietersheim en de aanpalende Waterburcht Pietersheim behoren tot de meest bezienswaardige historische gebouwen van de gemeente. Ze liggen in het 80 hectare groot domein Pietersheim, samen met een kinderboerderij. Het bezit een bezoekerscentrum voor het Nationaal Park Hoge Kempen en is een van de zes toegangspoorten van dit park.
- Van de voormalige cisterciënzer abdij van Hocht resten in een ommuurd domein van ruim 9 ha nog enkele opmerkelijke gebouwen.
- De Sint-Ursulakerk is de neogotische parochiekerk van Lanaken uit 1864
- De Heidemolen is een watermolen op de Molenbeek, die een aftakking is van de Asbeek.

## Natuur en landschap
Lanaken wordt gekenmerkt doordat het aan de zuidrand van het Kempens Plateau is gelegen, door het Albertkanaal afgescheiden van de zuidelijker gelegen streek Haspengouw. In het zuidoosten wordt Lanaken door het Kanaal Briegden-Neerharen afgesneden van Smeermaas en het Maasbekken. Lanaken zelf ligt op een hoogte van ongeveer 60 meter, naar het noordwesten toe vindt men steilranden naar het plateau, dat hoogten tot 100 meter bereikt, en de diep uitgesneden dalen van Asbeek en Ziepbeek. Dit gedeelte, dat onderdeel uitmaakt van het Nationaal Park Hoge Kempen , kent drassige laagten, heidevelden, en bossen, bestaande uit naaldbos, ooit aangeplant voor de productie van mijnhout, en gemengd bos. De bekendste gebieden zijn Pietersembos en Asbroek.
Zowel bij het Kasteel Pietersheim als bij de parkeerplaats nabij het Sint-Barbaraziekenhuis, starten gemarkeerde wandelingen door dit gebied.

## Economie
Lanaken groeide ten gevolge van de aanwezigheid van spoorlijn en kanalen, er was forenzenverkeer naar Maastricht en er kwam werkgelegenheid in de steenkoolmijn van Eisden. Ook vestigden zich onder meer een papierfabriek (tegenwoordig: Sappi), een rubberfabriek (tegenwoordig: Hercorub) en een fabriek voor kunstvezels (Celanese).
Papierfabrikant Sappi had een vestiging in Lanaken en was een belangrijke bron van tewerkstelling voor de inwoners van de gemeente. Helaas is sinds juni 2024 bevestigd dat de vesteging in Lanaken zal sluiten eind 2024. De beide Sappi-vestigingen van Lanaken en Maastricht gingen worden verbonden met een spoorlijn, de werken hiervoor zijn gestart in juli 2007. De eerste fase voorziet in de aansluiting van de twee vestigingen van Sappi; de tweede fase de verlenging van de spoorlijn naar Hasselt. Op zijn vroegst in 2024 zou de nieuwe sneltramverbinding tussen Maastricht en Hasselt deze spoorlijn gaan volgen. Dit project is bekend onder de naam Spartacusplan. Helaas is dit project nooit van start gegaan, en is het intussen geschrapt.
In 2005 werden vier windturbines geplaatst door Interelectra bij de Celanese (kunstvezelfabriek) die, met een hoogte van 100 meter, destijds tot de hoogste van België behoorden. Een geplande uitbreiding van het windmolenpark naar 12 turbines werd in 2014 gestuit.
Lanaken maakt deel uit van het Economisch Netwerk Albertkanaal.

## Bekende inwoners
Bekende personen die geboren of woonachtig zijn of waren in Lanaken of een andere significante band met de gemeente hebben:
- de heren van Pietersheim en van Merode
- de abdissen van Hocht onder andere Anna de Robles († 1651), Marie-Ursule de Minckwitz († 1719), Claire Scholastique de Warnant († 1733), Theresia van Leefdaal († 1773).
- de graven d'Aspremont-Lynden
- Marijke Amado, Nederlands televisiepresentatrice
- Ben Berden, cyclocrosser
- Jeroen Brouwers, schrijver
- Graeme Brown, wielrenner
- Jan Caubergh, crimineel, seriemoordenaar
- Wim Coenen, comedian/imitator
- Theo Eltink, wielrenner
- Michiel Elijzen, wielrenner
- Jos van Emden, wielrenner
- Eric Gerets, voetbaltrainer en oud-voetbalspeler
- Bram de Groot, wielrenner
- Mathew Hayman, wielrenner
- Vera Jans, Vlaams Volksvertegenwoordigster
- Wilco Kelderman, wielrenner
- Marino Keulen, Vlaams Volksvertegenwoordiger en gewezen Vlaams Minister
- Karsten Kroon, wielrenner
- Jos Lansink, springruiter
- Tom Leezer, wielrenner
- Marc de Maar, wielrenner
- Paul Martens, wielrenner
- Leon Melchior, ondernemer
- Max Moszkowicz sr., advocaat
- Ruben Nicolai, cabaretier/improvisator en presentator
- Joost Posthuma, wielrenner
- Kai Reus, wielrenner
- Niels Scheuneman, wielrenner
- Bram Tankink, wielrenner
- Hilarion Thans, dichter
- Thorwald Veneberg, wielrenner
- Pieter Weening, wielrenner

## Trivia
Een opvallende straatnaam in Lanaken is Tournebride. Anno 2020 is er hier een autobusstelplaats van De Lijn en in vroegere tijden een tramstelplaats en eerder nog een eindhalte voor de paardentram. Tournebride betekent letterlijk breidels draaien of de plek waar de paarden voor de terugweg aan de andere kant van de tram werden aangespannen.